# Липка (притока Москви)
Ли́пка (рос. Липка) — річка в Росії, протікає в Красногорському районі Московської області. Ліва притока Москва-ріки.

## Географія
Річка Липка бере початок біля платформи Анікєєвка Ризького напрямку МЗ. Тече на південь, перетинає Новоризьке шосе. На річці утворено кілька ставків. По берегах річки лежать такі населені пункти: Анікєєвка, Поздняково, Бузланово і Петрово-Дальнє. Липка впадає в Москву-ріку на околиці села Петрово-Дальнє. Гирло річки знаходиться на 245 км Москви-ріки по лівому березі. Довжина річки становить 13 км, площа водозбірного басейну — 36,3 км².
За даними державного водного реєстру Росії, належить до Окського басейнового округу, водогосподарська ділянка річки — Москва від міста Звенигород до Рубльовського гідровузла, без річки Істра (від витоку до Істринського гідровузла), річковий підбасейн річки — басейни приток Оки до впадіння Мокші. Річковий басейн річки — Ока.
За даними геоінформаційної системи водогосподарського районування території РФ, підготовленої Федеральним агентством водних ресурсів:
- Код водного об'єкта в державному водному реєстрі — 09010101512110000023702
- Код з гідрологічної вивченості — ГВ) — 110002370
- Код басейну — 09.01.01.015
- Номер тома по ГВ-10
- Випуск по ГВ-0